# زیمبیری
زیمبیری (زادهٔ ۱۹۹۱) نقاش و هنرمند معاصر اهل بوتان است. او اولین زنی بود که نمایشگاه هنری انفرادی در بوتان برگزار کرد. او با الهام از نویسندگانی مانند شل سیلورستاین و ویلیام بلیک، و همچنین مینیمالیسم و فرهنگ بوتان، یک چهرهٔ برجسته در صحنهٔ هنر معاصر بوتان است.

## زندگی‌نامه
زیمبیری در سال ۱۹۹۱ در تیمپو در بوتان متولد شد در همانجا رشد یافت. او دارای مدرک هنرهای زیبا و اقتصاد از کالج ویتون، در ایالات متحدهٔ آمریکا است. اولین نمایشگاه او با نام چهره‌ها، اولین نمایشگاه انفرادی هنر معاصر یک زن بود که در بوتان برگزار می‌شد. در سال ۲۰۱۵ یک نمایشگاه برگزار کرد، که از شعر Everything on It اثر شل سیلورستاین الهام گرفته‌شده بود. او آثار خود را در تایپه، و در آکادمی سلطنتی نساجی بوتان به نمایش گذاشته است، و در سال ۲۰۲۰ گالری گروسونور در لندن اولین موسسه‌ای بود که آثار او را در بریتانیا به نمایش گذاشت. او در آنجا آثاری را به عنوان بخشی از هنر آسیایی در لندن به نمایش گذاشت و بخشی از کارهای خود را که از ببر الهام گرفته شده‌بود را به نمایش گذاشت.
زیمبیری از مواد سنتی بوتان مانند بوم‌های دستباف (ری شینگ) و رنگ‌های طبیعی (سا-تشن) استفاده می‌کند. او از مینیمالیسم و گسترهٔ رنگی، و همچنین فرهنگ بوتان، در کارهایش الهام گرفته است. او همچنین آثاری را برای NFT تولید کرده‌است. در سال ۲۰۲۲، مجموعهٔ خطوط خیالی او، با الهام از اثر ویلیام بلیک ، در وسنت ویهر، در دهلی نو به نمایش گذاشته شد.

## بازخوردها
به گفتهٔ کینلی وانگمو، آثار او کمک قابل توجهی به هنر معاصر بوتان کرده‌است. برای جیسون هاپر، کار او «افزایش مشارکت زنان در هنر معاصر» در بوتان را نشان می‌دهد. ما پادیولو، او را «زن برجستهٔ هنرمند بوتان» نامیده است.

## لینک های خارجی
- در گفتگو با زیمبیری هنرمند معاصر بوتان